# Parc d'État Pfeiffer de Big Sur

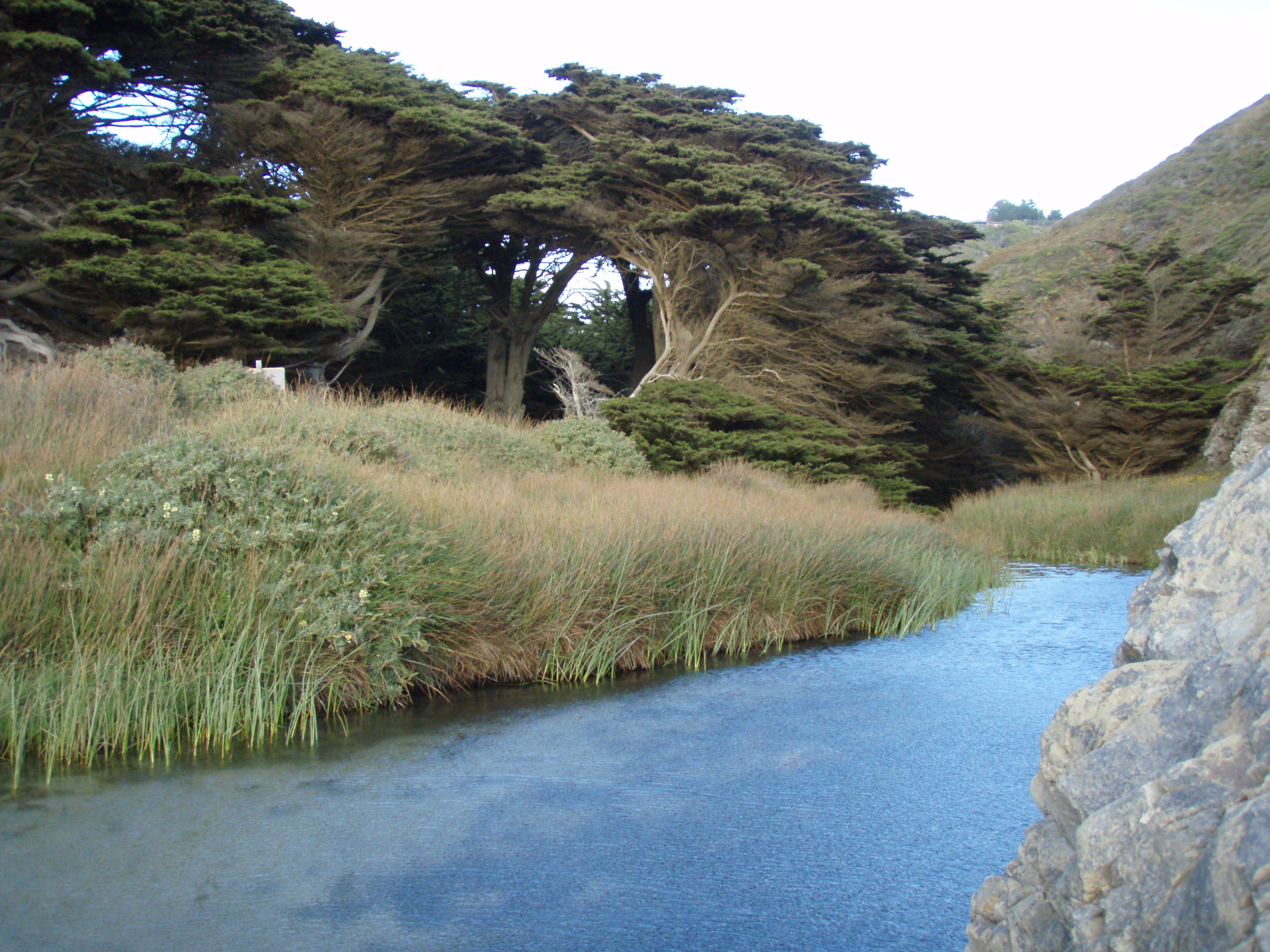
Berge de la rivière Big Sur, dans le parc d'État.

Le parc d'État Pfeiffer de Big Sur est un parc californien, aux États-Unis, situé dans le comté de Monterey, dans la région géographique de Big Sur. Créé en 1937 à partir de terres cédées à l'État par la famille Pfeiffer, le parc est traversé par la rivière éponyme (en). Il accueille environ 325 hectares de Sequoia sempervirens et de chaparral.